# Arsen Dżordżiaszwili
Arsen Dżordżiaszwili (ros. Арсен Джорджиашвили; gruz. არსენა ჯორჯიაშვილი) – radziecki czarno-biały film niemy z 1921 roku w reżyserii Iwana Perestianiego. Pierwszy film Gruzińskiej SRR mówiący o rewolucji 1905 roku w Baku.